# Autodesk
Autodesk is een Amerikaans internationaal software- en technologiebedrijf sinds 1982. Het hoofdkantoor bevindt zich in San Rafael, Californië.
De eerste Europese vestiging opende in mei 1991 in het Zwitserse kanton Neuchâtel. Datzelfde jaar volgden meer vestigingen.

## Geschiedenis
Autodesk werd op 26 april 1982 in Sausalito opgericht door John Walker (programmeur). Begin jaren 80 waren CAD-systemen alleen op krachtige, maar dure UNIX-systemen beschikbaar. Autodesk richtte zich echter op een microcomputer met DOS als besturingssysteem.
Het eerste product betreft AutoCAD, een computer-aided design (CAD) applicatie die aanvankelijk weinig serieus genomen werd. Maar door de relatief lage prijs werd het programma toch snel populair.
Begin 1990 startte Autodesk met het ontwikkelen van versies gericht op specifieke branches, waaronder architectuur, civiel ontwerp en werktuigbouwkunde.
Naar het einde van de jaren 1990 heeft het bedrijf andere producten toegevoegd zoals Revit (een parametrische building modelleringsapplicatie), en Inventor (een intern ontwikkelde parametrische mechanische CAD-applicatie). Op 10 januari 2006 nam Autodesk "Alias" met zijn automotive stylings en digitale inhoud ontwerp applicatie over en op 6 augustus 2007 kocht het Skymatter Inc. Op 15 januari 2008 nam het Robobat over, een in Frankrijk gebaseerde ontwikkelaar van structural engineering analyse applicaties.

## Organisatie
Autodesk is opgesplitst in drie specifieke industriële branches: machine- en apparatenbouw (MFG), architectuur en engineering & constructie (AEC) waaronder ook geospatial, en media & entertainment (M&E). Autodesk heeft ook een service groep, Autodesk Consulting. Voor deze branches ontwerpt Autodesk software.

## Activiteiten
Autodesk is een multinational. Het bedrijf werkt met een netwerk van plaatselijke tussenhandelaren en distributeurs om lokaal de producten te ondersteunen. De grotere bedrijven bedient Autodesk zelf, de tussenhandel levert aan de midden en kleine bedrijven.
Autodesk concurreert met producten van verschillende bedrijven zoals MicroStation van Bentley Systems, Vectorworks van Nemetschek, ArchiCAD van Graphisoft, Solid Works van Dassault Systems, Solid Edge van Siemens UGS PLM Software, 12d Model van 12d Solutions, Pro/E van PTC, IntelliCAD van het ITC, SDS/2 van Design Data en T-flex van Top Systems.